# Barry Ulanov
Barry Ulanov (* 10. April 1918 in New York City; † 7. Mai 2000 ebenda) war ein US-amerikanischer Schriftsteller, Jazz-Journalist und Professor für englische Literatur.

## Leben
Ulanov war der Sohn von Nathan Ulanov, dem Konzertmeister des NBC-Orchesters unter Arturo Toscanini, und lernte zunächst klassische Violine, was aber durch einen Autounfall als Kind, bei dem beide Handgelenke brachen, zunichtegemacht wurde. Bis 1939 studierte er Literatur und Kunstgeschichte an der Columbia University (u. a. bei Franz Boas, Lionel Trilling), speziell um dem Jazz-Zentrum Harlem näher zu sein. Schon während des Studiums war er Herausgeber des Columbia Literary Magazines und schrieb schon über Jazz (1939 bis 1941 in Swing, 1941 bis 1943 im Review of Recorded Music, 1940 bis 1942 in Listen), so dass ihm danach von George T. Simon die Herausgabe der Zeitschrift Metronome angeboten wurde. Er war 1943 bis 1955 Herausgeber bei Metronome (damals noch eher auf klassische Musik ausgerichtet). In dieser Zeit knüpfte er zahlreiche Kontakte und unterstützte, zusammen mit Leonard Feather, insbesondere den damals neu aufgekommenen Bebop und Charlie Parker gegen den Widerstand der Traditionalisten. 1947 organisierte er eine Radio-Battle seiner Metronome All-Stars mit Charlie Parker und Dizzy Gillespie gegen die traditionelleren Musiker von Rudi Blesh und seiner This is Jazz-Show, und in der Abstimmung der Hörer gewannen die Modernisten. Ebenfalls in den 1940er Jahren leitete er Jazzsendungen für US-Militärsender. Danach hatte er von 1955 bis 1958 eine regelmäßige Kolumne in Down Beat und schrieb auch später zahlreiche Artikel zu den verschiedensten kulturellen Themen z. B. in Esquire und Vogue.
1955 promovierte Ulanov an der Columbia University über Alberti und die Perspektive. 1951 bis 1953 lehrte er englische Literatur in Princeton und von 1953 bis 1988 am Barnard College der Columbia University, wo er zuletzt McIntosh-Professor für Englische Literatur war. Gleichzeitig war er Adjunct Professor für Religion an der Columbia University. Nach seiner Emeritierung lehrte er am Union Theological Seminar in New York in der Abteilung Psychiatrie und Religion, wo auch seine zweite Frau, die Psychotherapeutin Anne Bedford Ulanov, Professorin war. Im Laufe seiner Karriere hielt er auch Gastvorlesungen an zahlreichen Universitäten weltweit (er sprach über ein Dutzend Sprachen fließend).
In den 1950er Jahren war er nach seiner Konversion vom orthodoxen zum katholischen Glauben 1951 mit seiner Frau Joan Bel Geddes (verheiratet 1939 bis 1968) auch in intellektuellen Kreisen der katholischen Kirche aktiv, als Präsident der Catholic Renascence und Gründer der St. Thomas More Society sowie beim Zweiten Vatikanischen Konzil (wo er u. a. an der Übersetzung der Liturgie mitarbeitete).
Ulanov schrieb neben Jazzbüchern (u. a. die erste Biographie von Duke Ellington, eine geplante Armstrong-Biographie kam nie zustande), die weite Verbreitung fanden, auch Bücher (insgesamt an die 50) über Theater, Kunst in der amerikanischen Gegenwartskultur (wie Modern culture and the Arts, 1972, mit James Hall), Religion, z. B. im Verhältnis zur Literatur, zuletzt insbesondere Religion und Psychologie, mit seiner zweiten Frau Ann, mit der er seit 1968 verheiratet war. Dabei war er von Carl Gustav Jung beeinflusst, über den er auch Jung and the Outside World (1992) schrieb. Er übersetzte auch aus dem Französischen (u. a. die letzten Essays von Georges Bernanos).
Von 1962 bis 1963 war er Guggenheim-Fellow.
Aus erster Ehe hatte er drei, aus zweiter ein Kind.

## Sonstiges
Ulanov arbeitete u. a. für den Architekten I. M. Pei als Akustik-Berater. Lennie Tristano, ebenfalls von Ulanov in Metronome gefördert, widmete ihm Cooling off with Barry Ulanov.

## Werke über Jazz
- Duke Ellington 1946
- The Incredible Crosby 1948 (über Bing Crosby)
- A history of Jazz in America 1952
- A Handbook of Jazz 1957